# Mendeltna
Mendeltna est une localité (Census-designated place) d'Alaska, aux États-Unis, située dans la région de recensement de Valdez-Cordova, dont la population était de 39 habitants en 2010.

## Situation - climat
Elle se situe sur la Glenn Highway, près de la rivière Mendeltna, à 48 km de Glennallen et à 26 km de Lake Louise.
Les températures extrêmes vont de −59 °C en janvier à 36 °C en juillet.

## Histoire
Mendeltna est un nom indien, qui a été référencé pour la première fois en 1915. C'était à l'origine une halte utilisée par les autochtones pour aller du lac Tyone au lac Tazlina. De l'or a été trouvé dans les ruisseaux qui descendaient des montagnes Chugash, amenant des prospecteurs à la fin du XIXe siècle.
Actuellement, le lieu est orienté vers le tourisme, avec un des plus importants terrains de camping d'Alaska, et une compagnie d'avions taxi, permettant l'organisation d'excursions en montagne.

## Démographie
| 1990 | 2000 | 2010 | - | - | - |
| ---- | ---- | ---- | - | - | - |
| 37   | 63   | 39   | - | - | - |